# Albert Demolon
Albert Demolon (Lilla, 1881 – Parigi, 1954) è stato un agronomo francese.
Studioso di botanica e pedologia, fu direttore del Centro per lo sviluppo dell'agronomia a Versailles e nel 1946 fu nominato membro dell'Accademia delle scienze di Parigi.

## Opere
- La dynamique du sol (1952)
- La croissance des végétaux (1951)